# Pyronia bimaculata
Pyronia bimaculata är en fjärilsart som beskrevs av Gussich 1917. Pyronia bimaculata ingår i släktet Pyronia och familjen praktfjärilar. Inga underarter finns listade.